# Patapédia (canton)
Pour les articles homonymes, voir Patapédia.
Patapédia est un canton canadien de l'Est du Québec situé dans la région administrative de la Gaspésie dans la vallée de la Matapédia.  Il fut proclamé officiellement le 16 avril 1881.  Il couvre une superficie de 32 375 hectares.

## Toponymie
Le toponyme Patapédia a pour origine le terme micmac patapegiag qui a pour signification « courant violent et impétueux ».  Le canton partage son toponyme avec la rivière Patapédia.